# アッシャー・ロス
アッシャー・ロス (英: Asher Roth、本名: Asher Paul Roth、1985年8月11日 - ) とは、アメリカ合衆国ペンシルベニア州モーリスビル出身のラッパーである。

## 略歴

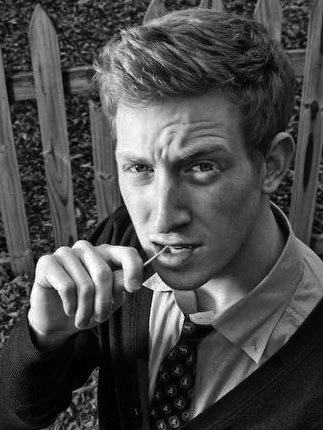
Asher Roth（2008年）

1985年にユダヤ人の両親の元に生まれ、フィラデルフィア近郊のモーリスビルで育つ。高校生になると、遊びで友人と共にラップするようになり、それからまもなくして、趣味で本格的に作詞やレコーディング活動を行うようになる。レコーディングしたCDは高校で売っていたが、そこそこ売れたため、プロのラッパーになることを決意する。それから、大学に進学した後もMySpaceで自分のラップをアップロードし続け、着実に知名度を上げていく。
2006年8月8日、ミックステープ「Believe the Hype」をリリース。
2008年6月に、DJ Dramaのミックステープに出演したことで注目を浴びるようになる。その後、Scooter BraunとSteve Rifkindらにその才能を見出され、大手メジャーレーベルのSRC/Universal Recordsと契約を結ぶことに成功する。同年8月には、ファッションブランド「Undrcrwn」のパーティーに出席する。
2009年4月20日、1stアルバム『Asleep in the Bread Aisle』をリリース。ビルボードアルバムチャートにて初登場5位を記録する。
2012年、2ndアルバム『RetroHash』がリリースされた。
2020年、3rdアルバム『Flowers on the Weekend』がリリースされる。

## 人物
アッシャー・ロスが初めて購入したCDは、ジャズグループDave Matthews Band'sの「Crash(1996)」だった。

## ディスコグラフィー
スタジオ・アルバム
- Asleep in the Bread Aisle (2009年)
- RetroHash (2014年)
- Flowers on the Weekend (2020年)